# Купающиеся мальчики (картина Яниса Валтера)
«Купающиеся мальчики» (лат. Peldētāji zēni) — картина Яниса Валтера, написанная в 1900 году маслом на холсте, ее размеры составляют 36 на 45 сантиметров.
Валтер написал ещё несколько картин с похожими мотивами в период 1900–1926 годов.

## Описание
На картине изображенны трое обнажённых мальчиков, находящихся на реке. Двое мальчиков сидят спиной к зрителю и их лица не видны. Один из мальчиков стоит в воде. Их хорошо освещает солнечный свет.

## Местонахождение картины
Картина находится в коллекции Латвийского национального художественного музея в Риге.